# Baker Lake Airport
Baker Lake Airport (franska: Aéroport de Baker Lake) är en flygplats i Kanada. Den ligger i den centrala delen av landet, 2 400 km nordväst om huvudstaden Ottawa. Baker Lake Airport ligger 17 meter över havet.
Terrängen runt Baker Lake Airport är platt. Trakten är glest befolkad. Närmaste större samhälle är Baker Lake, 3,6 km nordost om Baker Lake Airport.